# АЕС Крюа
АЕС Крюа (фр. Centrale nucléaire de Cruas) — діюча атомна електростанція на південному сході Франції у регіоні Овернь-Рона-Альпи.
Станція розташована на березі річки Рона на території комуни Крюа у департаменті Ардеш за 10 км на північ від міста Монтелімар.
АЕС включає має 4 енергоблоки, на яких використовуються реактори з водою під тиском (PWR) CP2 розробки Framatome потужністю 900 МВт кожен. Для охолодження використовується вода з річки Рони.
АЕС виробляє 4-5% від усієї електроенергії, виробленої у Франції і забезпечує 40% річного споживання електроенергії в районі Рона-Альпи.

## Інциденти
1 грудня 2009 року реактор 4 був зупинений через те, що рослинність заблокувала впускний отвір системи охолодження. Орган ядерної безпеки Autorité de sûreté nucléaire (ASN) класифікував інцидент як рівень 2 за Міжнародною шкалою ядерних подій.
5 грудня 2011 року двоє активістів антиядерної кампанії порушили периметр заводу Cruas, уникаючи помічених протягом більше ніж 14 годин, публікуючи в Інтернеті відеозаписи своєї сидячої демонстрації.
Землетрус магнітудою 4,8 м в регіоні Ардеш 11 листопада 2019 року означав, що Électricité de France була змушена зупинити виробництво та перевірити обладнання на заводі. Цей період офлайн означатиме, що EDF не виконає свій річний прогноз виробництва електроенергії.

## Інформація по енергоблоках
| Енергоблок | Тип реакторів | Потужність | Потужність | Початок будівництва | Фізпуск    | Підключення до мережі | Введення в експлуатацію | Закриття |
| Енергоблок | Тип реакторів | Чиста      | Брутто     | Початок будівництва | Фізпуск    | Підключення до мережі | Введення в експлуатацію | Закриття |
| ---------- | ------------- | ---------- | ---------- | ------------------- | ---------- | --------------------- | ----------------------- | -------- |
| Крюа-1     | PWR, CP2      | 915 МВт    | 956 МВт    | 01.08.1978          | 02.04.1983 | 29.04.1983            | 02.04.1984              | —        |
| Крюа-2     | PWR, CP2      | 915 МВт    | 956 МВт    | 15.11.1978          | 01.08.1984 | 06.09.1984            | 01.04.1985              | —        |
| Крюа-3     | PWR, CP2      | 915 МВт    | 956 МВт    | 15.04.1979          | 09.04.1984 | 14.05.1984            | 10.09.1984              | —        |
| Крюа-4     | PWR, CP2      | 915 МВт    | 956 МВт    | 01.10.1979          | 01.10.1984 | 27.10.1984            | 11.02.1985              | —        |

## Галерея

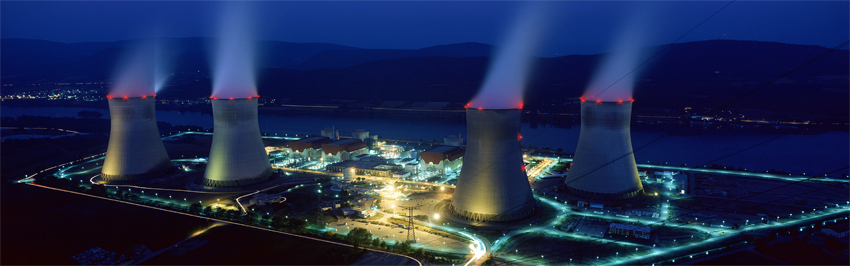
АЕС вночі
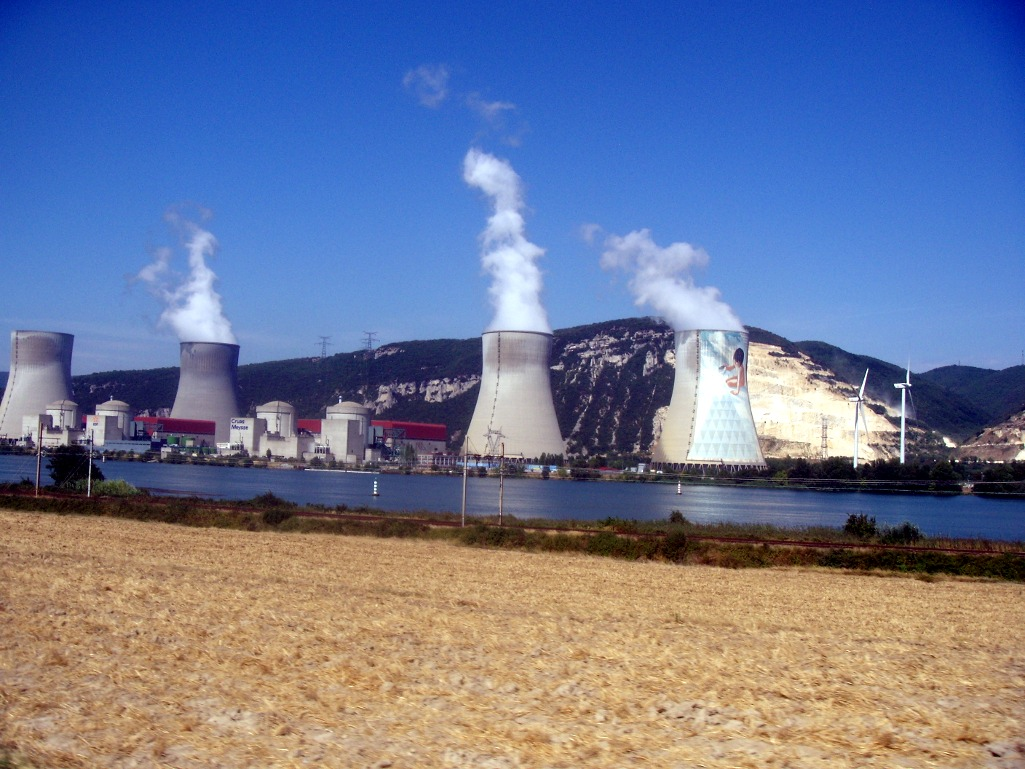
2009 рік
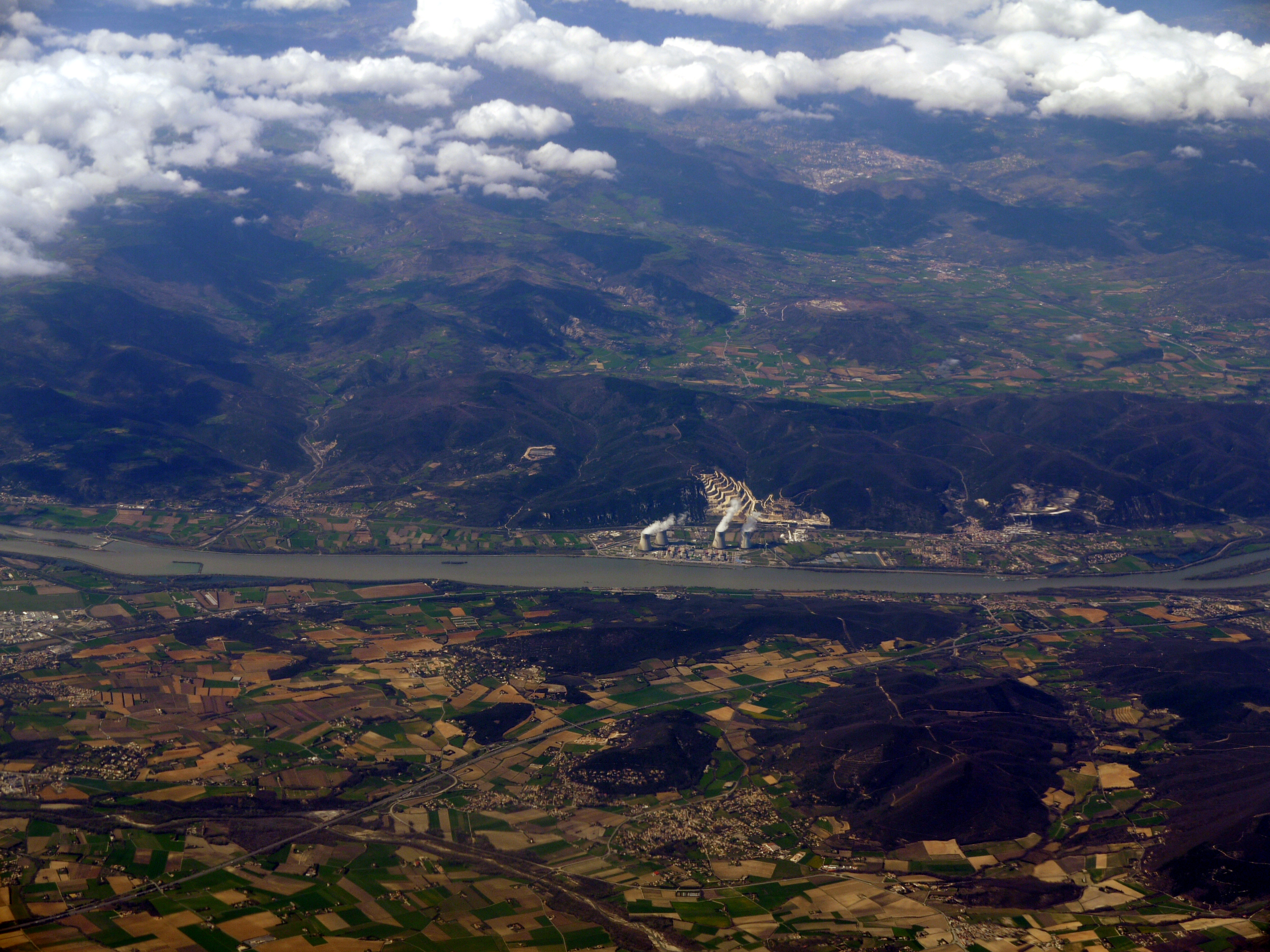
Вигляд із літака, 2010 рік
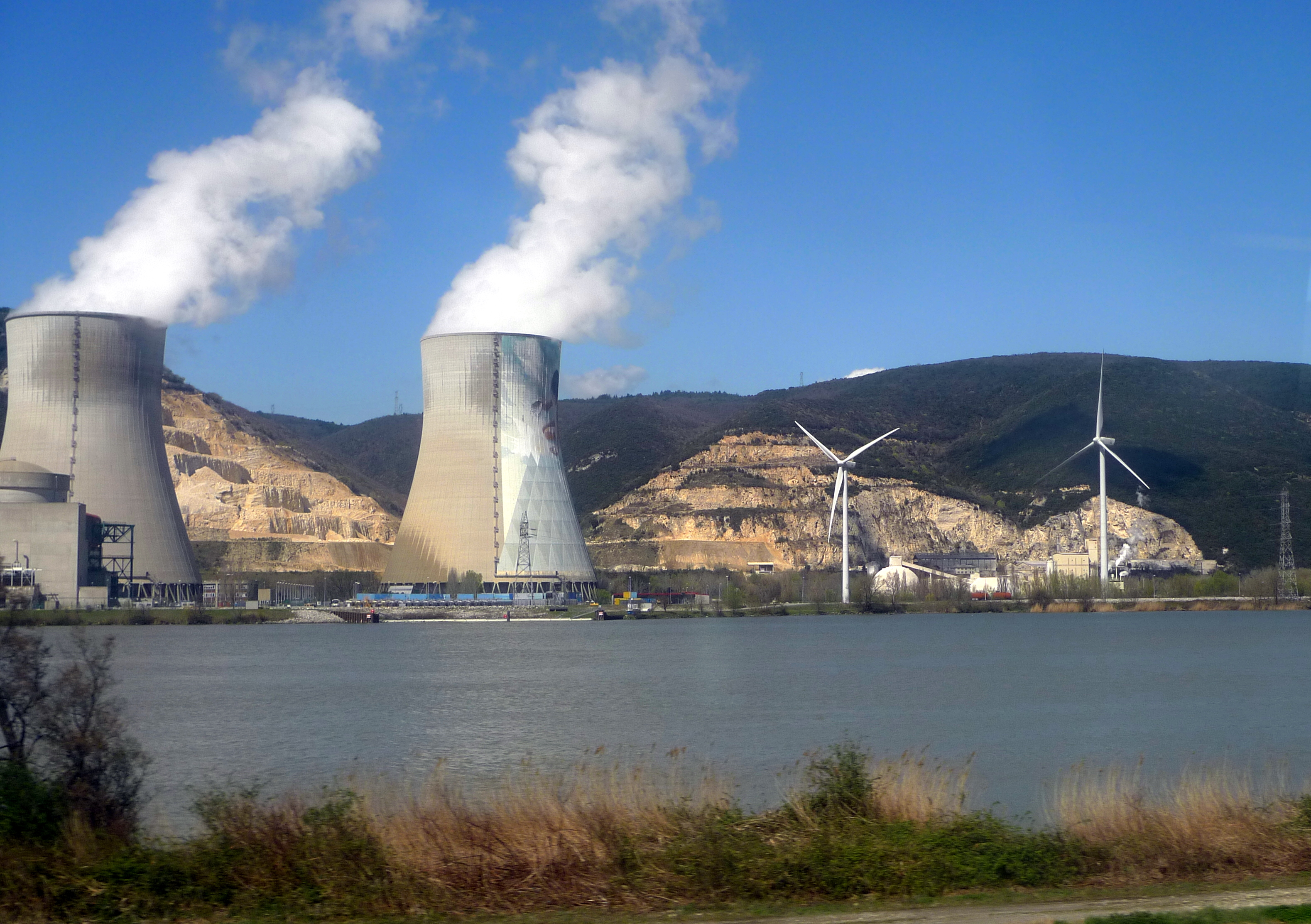
Поруч із АЕС - вітрові турбіни